# Lied ohne Worte
Lied ohne Worte (russ. Песня без слов, Pesnja bes slow) ist ein Roman von Sofja Andrejewna Tolstaja. Sie verfasste ihn nach Eine Frage der Schuld in den Jahren 1897–1900.

## Inhalt
Nach dem Tod ihrer Mutter ist die Protagonistin, Alexandra Alexejewna, genannt Sascha, von Trauer überwältigt. Nach Monaten bitterer Niedergeschlagenheit begreift sie, dass ihre Seelennot nicht nur im Verlust der Mutter liegt, sondern auch in ihrer unglücklichen Ehe. Ihr Mann, Pjotr Afanassjewitsch, ein guter Ehemann ohne künstlerische Interessen, ist ein ausdrucksloser Beamter einer Versicherungsgesellschaft. Seine größte Leidenschaft ist sein Garten. Für die Bedürfnisse seiner jungen, musikalisch begabten Frau ist er blind.
Für die Sommermonate mietet die Familie ein abgelegenes Haus auf dem Lande. Nur ein kleines, gelbes Sommerhaus befindet sich in der Nähe, in das ein Musiker einzieht. Als sie „in der weichen Stille einer Mainacht“ unerwartet die klangvolle Melodie aus dem Lied ohne Worte Op. 62, Nr. 1 von Mendelssohn Bartholdy vernimmt, fühlte sich Sascha zum ersten Mal nach dem Tod ihrer Mutter „mit dem Leben versöhnt“. Jeden Tag begibt sie sich nun zu dem Haus und wartet darauf, das Spiel des unbekannten Musikers zu hören. Bei einem Spaziergang lernen sie sich kennen, und der Nachbar, Iwan Iljitsch, wie er sich vorstellt, begleitet Sascha nach Hause. Nach dem Tee spielt er für das Ehepaar eine Beethoven-Sonate. „‚Das also ist Musik’, dachte Sascha erstaunt. ‚Warum habe ich dies zuvor nicht gewusst?’“
Zurück in Moskau besucht Sascha Konzerte, legt mehr Wert auf ihr Aussehen als früher, geht oft aus. Sie sehnt sich nach Iwan Iljitsch. Als er eines Abends unerwartet bei ihr erscheint, verliert sie vor Aufregung fast das Bewusstsein. Er spielt Klavier, und Sascha fühlt, „dass sie verloren ist“. Mendelssohn Bartholdys Stück, das sie „seit jenem Abend im Mai“ nicht mehr gehört hatte, erklingt unter Iwan Iljitschs Händen so ausdrucksvoll wie nie zuvor.
Sascha will ihre Zuneigung zu Iwan Iljitsch bezwingen und meidet ihn. Auf einem Spaziergang findet sie sich plötzlich auf einer Brücke wieder. Den Gedanken, sich ins Wasser zu stürzen, wischt sie beiseite und eilt zu einer Freundin. Sascha verfällt dem Wahnsinn. „Das Lied ihrer Liebe zu Iwan Iljitsch war ohne Worte zu Ende gesungen, und dies vernichtete ihr Leben.“

## Autobiographischer Hintergrund
Es war ein Schicksalsschlag, der den Anstoß zu Tolstajas zweitem Roman gab. „Mein lieber Wanetschka ist gestern um 11 Uhr des Abends gestorben, mein Gott, und ich lebe“, notierte Sofja Tolstaja am 23. Februar 1895. „Alles, alles ist von mir gegangen. … Plötzlich ist das Leben zu Ende“, hielt sie über den Tod ihres jüngsten Sohnes fest, der unerwartet im Alter von nicht einmal sieben Jahren verstorben war.
Tolstajas Seelennot nach Wanetschkas Tod war Ausdruck all ihres Kummers über die ungelösten Widersprüche ihrer Ehe der letzten Jahre, in denen zunehmend Meinungsverschiedenheiten um die richtige Lebensweise die Atmosphäre im Hause Tolstoi vergifteten. „Ich war in einer solch furchtbaren Verzweiflung“, heißt es in ihren Erinnerungen, „wie man sie nur einmal im Leben durchleidet. Doch unerwartet und zufällig befreite mich aus diesem Zustand die Musik.“ 

Die „Tür zum Verständnis der Musik“ öffnete Tolstaja Sergej Iwanowitsch Tanejew. In den Wochen nach Wanetschkas Tod war Tanejew häufiger Gast im Moskauer Haus der Tolstois und spielte für Sofja Andrejewna. Bei Tanejew fand Tolstaja jenen Trost und jene Ruhe, die ihr Mann ihr nicht zu geben vermochte. 

In Lied ohne Worte verarbeitete Tolstaja ihre Hinneigung zur Musik und ihre platonische Zuneigung zu Tanejew.

## Editionsgeschichte
Ebenso wie der Roman Eine Frage der Schuld wurde der Roman zu Lebzeiten Sofja Tolstajas nicht veröffentlicht. Fast ein Jahrhundert nach Sofja Tolstajas Tod wurde Lied ohne Worte 2010 in deutscher Übersetzung erstmals publiziert. In Russland ist der Roman bis heute nicht erschienen.

## Ausgaben
- Lied ohne Worte. Aus dem Russischen übersetzt von Ursula Keller. Manesse Verlag, Zürich 2010, ISBN 978-3-7175-2210-2

darin: Nachwort von Natalja Sharandak, S. 227–246
darin: Editorische Notiz von Witali Remisow, Direktor des Staatlichen Tolstoi-Museum, Moskau, S. 247–252

## Rezensionen
Der Spiegel nahm Lied ohne Worte in seine Reihe „Die wichtigsten Bücher der Woche“ auf. Sibylle Mulot erinnerte die Hauptfigur in ihren starken Momenten ein wenig an Effi Briest: „Die erzählerische Meisterschaft der Tolstaja ist in beiden Romanen stupend. Sie können für sich selbst stehen, man würde sie auch ohne biografischen Treibsatz lesen.“
Olga Martynova erstaunte in der Frankfurter Rundschau, wie offen Tolstoja auch in dieser Novelle zum Dialog mit Kreutzersonate komme. Dennoch sei es im Unterschied zu Eine Frage der Schuld keine Streitschrift, sondern ein „poetisches Denkmal“ einer Leidenschaft.